# Дамвалд
Дамвалд (фриз. Damwâld) — село в нідерландській провінції Фрисландія. Адміністративний центр муніципалітету Дантюмадел. Його населення станом на 2020 рік становило 5630 осіб, що робить його найбільшим селом громади.

## Галерея

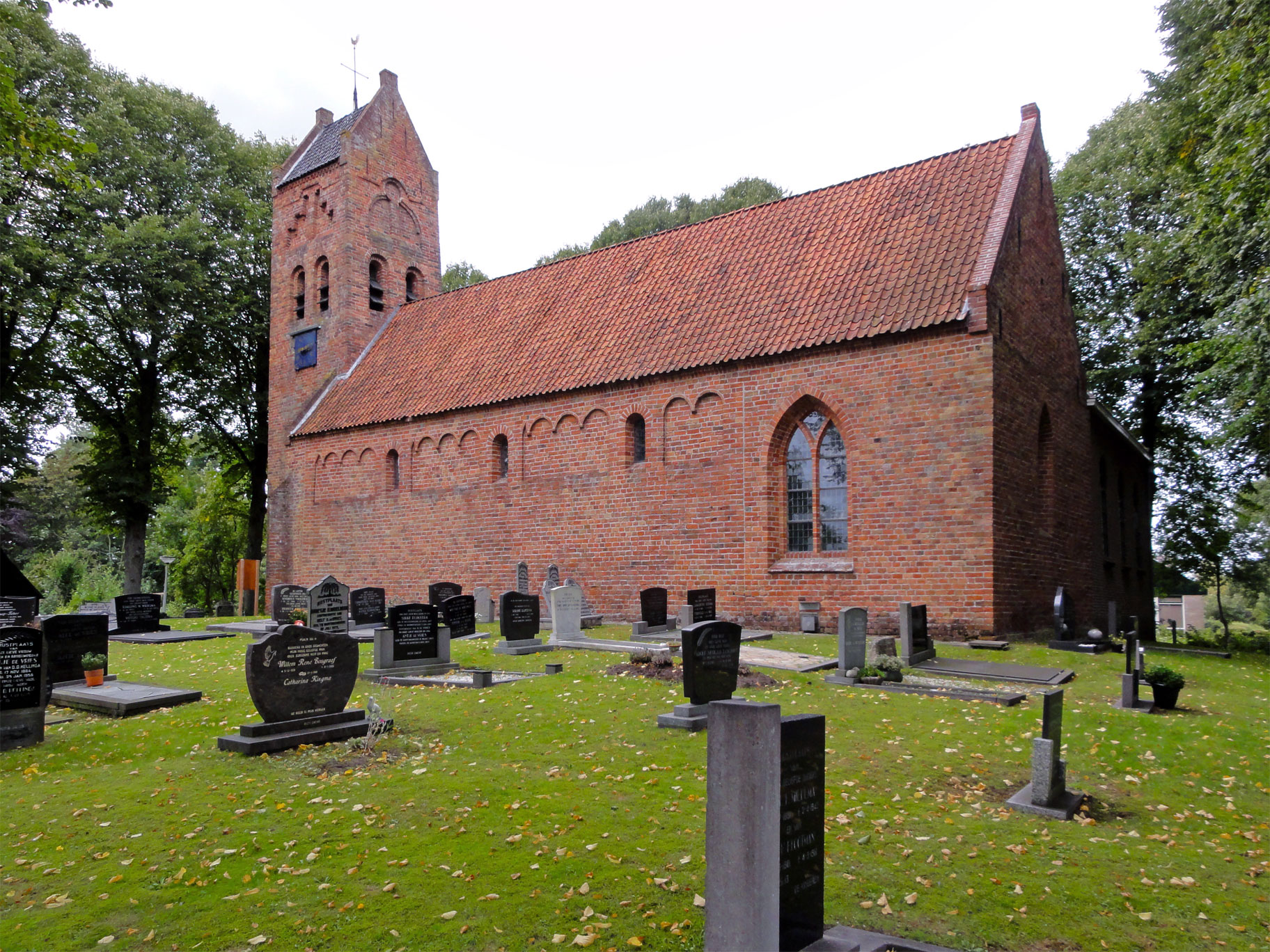
Протестантська церква св. Боніфація
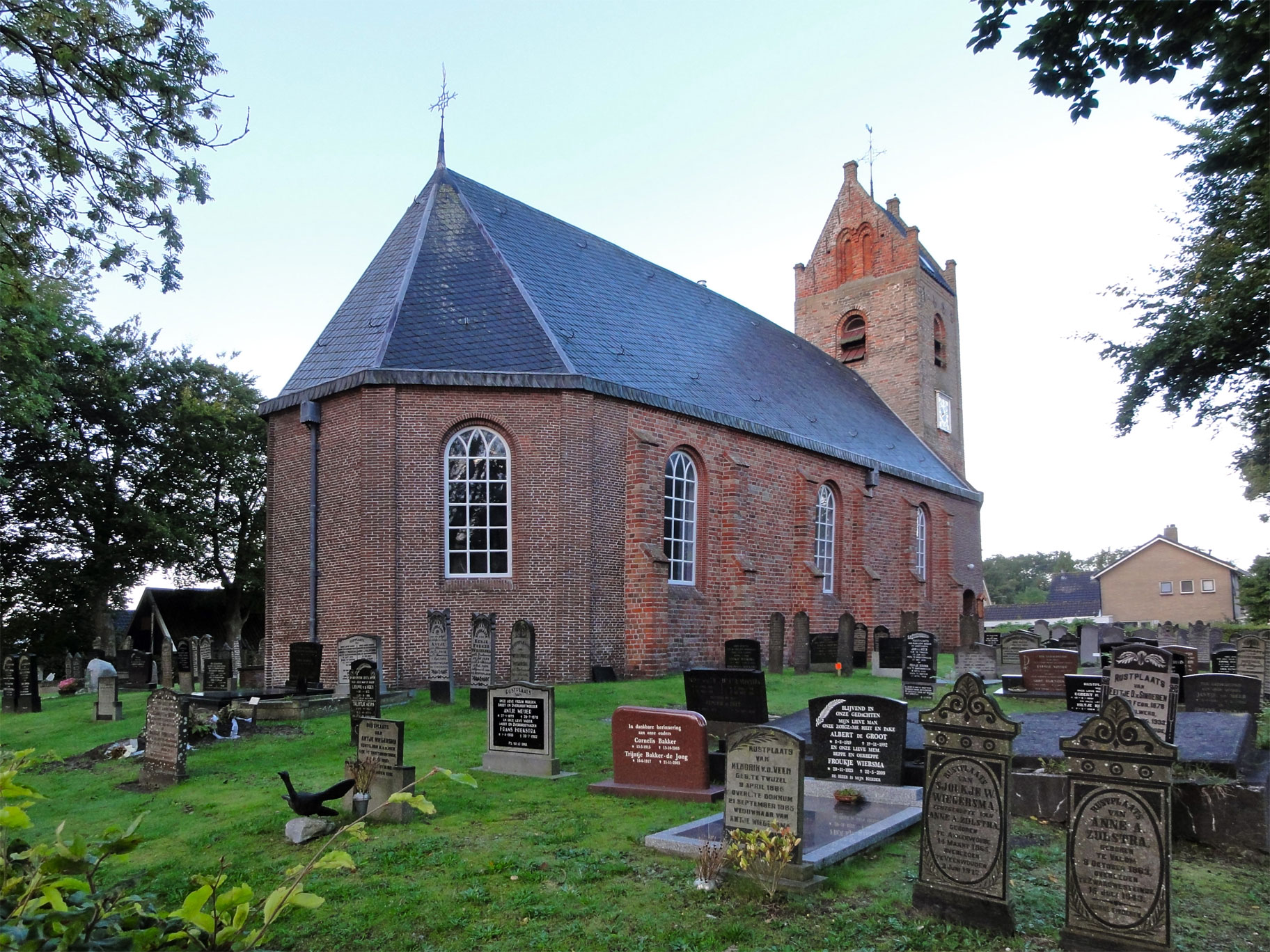
Протестантська церква св. Бенедикта
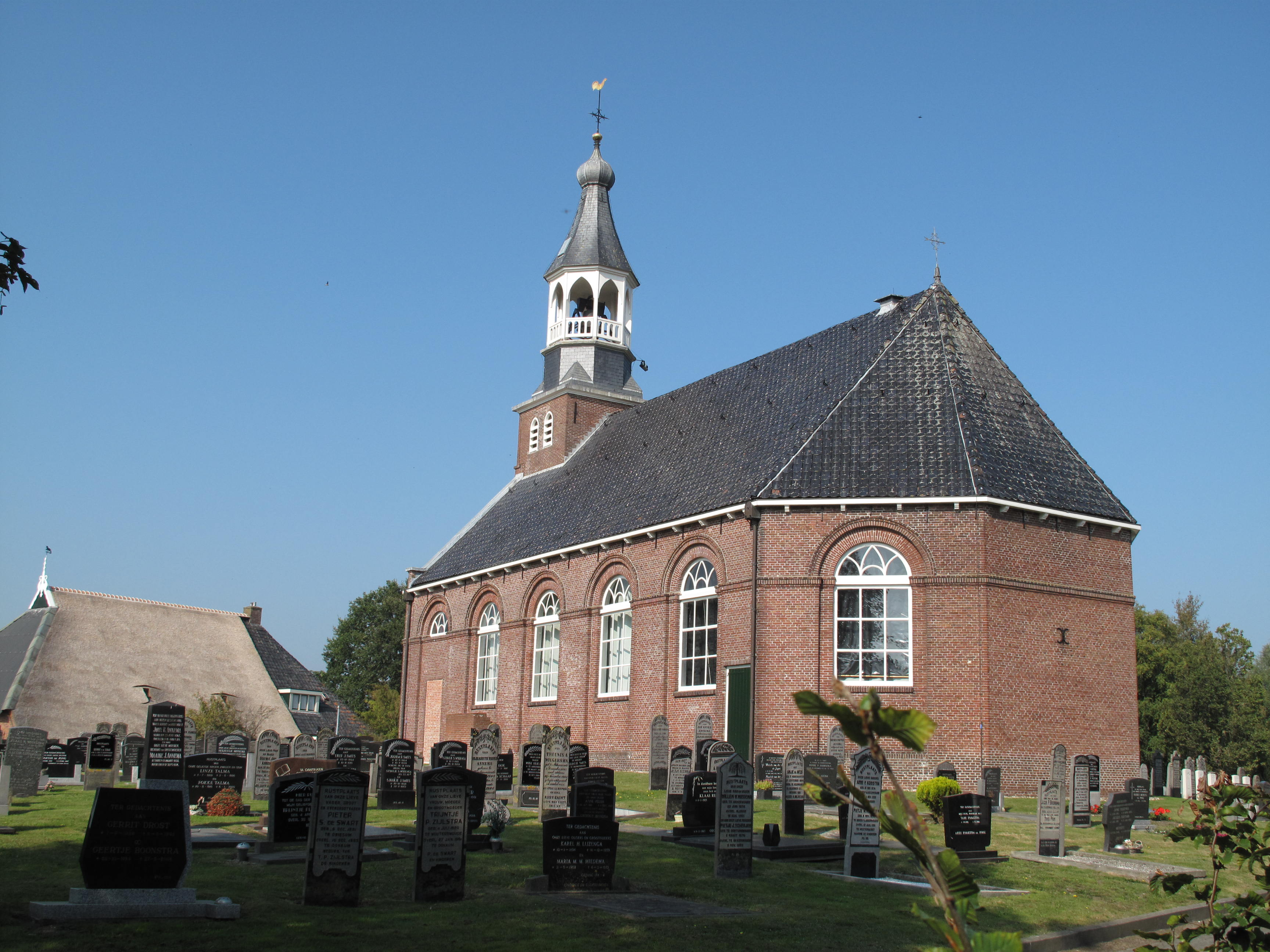
Нідерландська реформістська церква
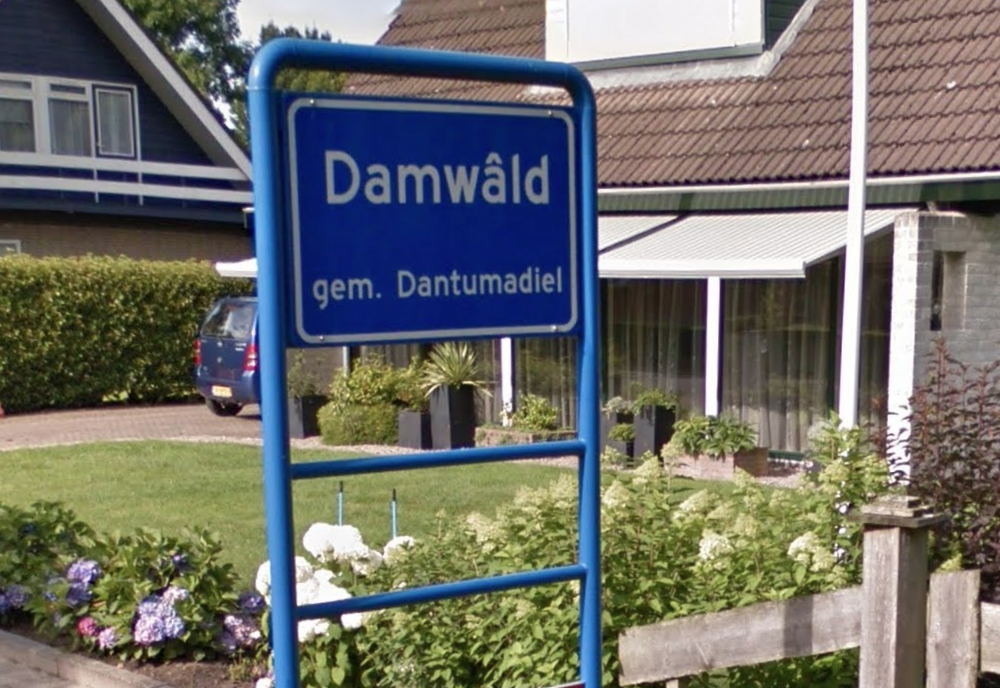
В'їзд до села